# Roaring Spring
Roaring Spring es un borough ubicado en el condado de Blair en el estado estadounidense de Pensilvania. En el año 2000 tenía una población de 2,418 habitantes y una densidad poblacional de 1,167 personas por km².

## Geografía
Roaring Spring se encuentra ubicado en las coordenadas 40°20′04″N 78°23′5″O / 40.33444, -78.38472.

## Demografía
Según la Oficina del Censo en 2007 los ingresos medios por hogar en la localidad eran de $35,329 y los ingresos medios por familia eran $42,370. Los hombres tenían unos ingresos medios de $31,643 frente a los $24,352 para las mujeres. La renta per cápita para la localidad era de $17,972. Alrededor del 10.2% de la población estaba por debajo del umbral de pobreza.